# Rossia-1
Rossia-1 (în rusă Россия-1, cu sensul de Rusia-1) este un post de televiziune rus de stat, difuzat pentru prima dată la 14 februarie 1956 ca Programul Doi în Uniunea Sovietică. A fost relansat ca RTR la 13 mai 1991 și este cunoscut astăzi ca Rossia-1 (din 1 septembrie 2002).
Este canalul emblematic al Companiei de radio și televiziune de stat din toată Rusia (în rusă Всероссийская государственная телевизионная и радиовещательная компания, ВГТРК; Vserossiyskaya gosudarstvennaya televizionnaya i radioveshchatelnaya kompaniya; VGTRK).
În 2008, Rossia-1 a avut a doua cea mai mare audiență în televiziunea rusă. Într-o săptămână obișnuită, a fost vizionat de 75% dintre rușii din mediul urban, comparativ cu 83% pentru canalul principal, Pervîi Kanal. Cele două canale sunt similare în politica lor și concurează direct în industria divertismentului. Rossia-1 are multe versiuni regionale și transmite în mai multe limbi. În 2020, Rossia-1 a fost cel mai popular canal TV din Rusia, cu o audiență medie zilnică de 1.338.000, depășind audiența celui mai apropiat rival Pervîi Kanal cu aproape 9%.

## Istorie

### Perioada sovietică
Rusia-1 a început în 1956 să difuzeze emisiuni sub numele de Al doilea program al Moscovei (sau Programul Doi). Încă de la început, a găzduit doar programe produse de Ministerul Învățământului al URSS, precum și programe pentru copii, în monocrom. Trecerea la o nouă frecvență a canalului a dus la redenumirea sa ca Programul 2 și a deveni a doua casă a emisiunii de știri naționale Vremia (în rusă: Вре́мя) din 1968.
Programul 2 a fost redenumit oficial ca Programul 2 al Întregii Uniuni în 1972 și a transmis în culori în 1975, iar doi ani mai târziu a devenit un post la nivel național, fiind difuzat în toată Uniunea Sovietică. La 1 ianuarie 1982, Programul 2 al Întregii Uniuni a început oficial să difuzeze, nu doar programe educaționale și pentru copii, ci și programe de cultură și arte și sport, deoarece s-a permis oficial să se țină cont de nevoile și gusturile spectatorilor într-o eră în schimbare. În plus, a difuzat și documentare, videoclipuri și programe muzicale și filme.
Începând cu Anul Nou din 1984, Programul 2 al Întregii Uniuni a fost redenumit Canalul 2 al Întregii Uniuni și a transmis în premieră prima emisiune de gimnastică ritmică în anul următor. Până în 1987, în cadrul emisiunii de știri Vremia a fost, de asemenea, primul canal care a adoptat folosirea limbajul semnelor în URSS și ulterior a fost completat cu subtitrări pentru cei cu probleme cu auzul.
Pachetul oficial de identificare al canalului a fost o stea cu antenă pe un fundal albastru cu inele în mișcare, simbolizând undele radio și semnătura din partea de jos cu textul „Programul II”, care apoi s-a schimbat în „TV URSS”. În jurul lui februarie 1988, a apărut o nouă siglă: cercuri fixate, a dispărut inscripția „TV URSS”, iar fundalul era albastru deschis cu un degrade alb.
Din 1989, Republica Socialistă Federativă Sovietică Rusă (RSFSR) a implementat organizarea canalului TV național rus. Până atunci, toate republicile Uniunii, cu excepția Rusiei, aveau propriile lor canale TV. În 1990, creatoarea programului „A cincea roată”, adjunctul poporului al Sovietului Suprem al RSFSR Bella Kurkova i-a cerut președintelui Sovietului Suprem al Rusiei, Boris Elțin, să creeze un post de televiziune rus separat pentru RSFSR, datorită faptul că celelalte canale centrale de televiziune reflectă punctele de vedere ale autorităților federale. La vremea respectivă, țara a cunoscut o confruntare între autoritățile unionale și cele republicane.
La 13 iulie 1990, o decizie a Sovietului Suprem al Rusiei a pus capăt monopolului național al radiodifuziunii și televiziunii în RSFSR, deschizând calea pentru lansarea propriilor posturi de televiziune și radio. Înainte de 15 septembrie 1990, conform decretului, Cabinetul de Miniștri al RSFSR, Sovietul Suprem al RSFSR și Comitetul CM pentru mass-media, comunicările cu organizațiile publice, mișcările de masă ale cetățenilor și cercetarea opiniei publice trebuiau să abordeze problematica dreptului de proprietate asupra bazei material-tehnice a Canalului 2 al Întregii Uniuni. La 14 iulie 1990, prin decretul nr. 107-1 al Prezidiului Sovietului Suprem al RSFSR s-a înființat oficial Compania de radio și televiziune de stat din toată Rusia. Președintele Consiliului de Miniștri al RSFSR Ivan Silaiev a contribuit la achiziționarea clădirii și a echipamentelor pentru viitoarea stație TV.
Astfel, Rusia-1 este succesorul celui de-al doilea program sovietic lansat în 1956. Din 2000, este condus de Oleg Dobrodeiev⁠(ru)[traduceți], care a fost fondatorul canalului NTV original.

### Federația Rusă
După 27 de ani, Compania de radio și televiziune de stat din întreaga Uniune a predat operațiunile Canalului 2 al Întregii Uniuni la 6 martie 1991 Companiei de radio și televiziune de stat din întreaga Rusie, cu Oleg Popțov ca președinte fondator. În același timp, conducerii companiei i s-a promis o zi de transmisie de cel puțin 6 ore ca un program național pentru telespectatorii din Rusia, inclusiv o emisiune nouă de știri de 20 de minute care va fi difuzată de două ori pe zi pe noul canal. Din cauza punctelor de vedere ale opoziției echipei republicane, noul personal de conducere, condus de noul director general al Televiziunii Ruse care va fi în curând renumită, Serghei Podgorbunski, s-a confruntat cu dificultăți, de la incapacitatea de a închiria un studio în centrul TV Ostankino până la eșecul de a furniza timpii de antenă promiși pentru noile programe din grilă.
Totodată, au apărut probleme cu recrutarea de noi angajați, prezentatori de programe și personal pentru noul post. Mulți prezentatori au părăsit televiziunea unională din cauza cenzurii TV. Prin urmare, conducerea postului a început să facă brainstorming și să conceptualizeze programare de la zero, inclusiv emisiuni de știri și actualități. Astfel, a luat naștere „Vesti”, programul de știri al RTV, cu orele de difuzare la 18:00 și 20:00, de două ori noaptea în timpul săptămânii (ediția a II-a urma să fie difuzată înainte de difuzarea simultană a emisiunii Vremia). Majoritatea personalului „Vesti” de la „Televiziunea Rusă” a fost formată din foști prezentatori și angajați ai programului televiziunii centrale „Serviciul de știri de televiziune”, experiența lor a ajutat noul canal în realizarea serviciilor sale de știri. Au fost create patru studiouri - „Вести” pentru știri, „Республика” pentru actualitate, „Лад” pentru arte și cultură și „Артель” pentru divertisment și stil de viață.
La 13 mai 1991, recent numit în funcția de director general adjunct al Televiziunii de Stat și Radio, Valentin Lazutkin a lansat oficial noul canal „Al doilea program al Televiziunii Centrale” al Radio-televiziunii de Stat URSS (în rusă: «Второй программе ЦТ» Гостелерадио СССР) cu orele de difuzare de la 11.35 la 13.35, de la 17.00 la 19.00 și de la 21.45 la 23.45, în zilele săptămânii și la 23.45 în weekenduri, cu emisiuni ale Canalului 2 al Întregii Uniuni în restul programului. I s-a dat un nou logo corporativ și un nou nume de marcă: „Televiziunea Rusă”.
La ora 17.00 „Vesti” și-a făcut premiera în televiziunie, fiind găzduită de Svetlana Sorokina. Din acest moment, Televiziunea Rusă a difuzat programe nu doar de la Televiziunea și Radioul de Stat din întreaga Uniune, ci și de la Compania de Radio și Televiziune de Stat din întreaga Rusie. În comparație cu „Vremia”, „Vesti” a prezentat știri  acute, scurte, specifice și operaționale pe care rușii le urmăreau, fără nicio cenzură sau părtinire. Două săptămâni mai târziu, „RTR” („Radio Televiziunea Rusă”) a fost noul nume al canalului și a avut o nouă siglă.
În august 1991, RTR a încetat să mai difuzeze în Letonia și a fost înlocuit cu LTV2 (acum LTV7).
În timpul loviturii de stat din august, la 19 august 1991, toate emisiunile Companiei de radio și televiziune de stat din Rusia au fost anulate prin ordin al Comitetului de stat pentru starea de urgență, iar Canalul 2 al Întregii Uniuni a revenit oficial în intervalele de seară, cu programe planificate inclusiv cu baletul „Lacul lebedelor”. Fără cunoștința conducătorilor loviturii, RTR a organizat în mod clandestin emisiuni în Statele Unite și alte țări, precum și în toată Uniunea Sovietică, astfel încât toți sovieticii au urmărit o ediție specială a emisiunii „Vesti” cu ultimele evenimente de la Moscova din timpul loviturii de stat. Studioul „Vesti” din Centrul „Ostankino” a fost sigilat de conducerea Canalului 2, programul a fost înregistrat pe casetă video - în centrul de televiziune Șabolovski a fost pregătit un studio mobil pentru situații de urgență. Comitetul de Stat de Urgență a blocat clădirea Companiei de radio și televiziune de stat din întreaga Rusie. În mai puțin de câteva zile, RTR a transmis emisiuni clandestine la nivel național până la victoria completă a apărătorilor Casei Albe. După lovitura de stat din august „RTR” din ordinul lui Valentin Lazuțin, directorul general adjunct al acestuia pentru operațiuni, a reluat oficial emisiunile de data aceasta de la 19.00 la 00.00 (în loc de la 17.00 la 19.00 și de la 21.45 la 23.45). La RTV au apărut conferințe de presă ale liderilor țării, precum și emisiuni de televiziune în care politicienii au vorbit fără discursuri pregătite în prealabil.
La 16 septembrie 1991, Canalul 2 și-a încheiat operațiunile, iar RTR a absorbit mai mult din personalul și programele sale, prin urmare, începând de a doua zi, a început să difuzeze chiar dimineața până târziu, la miezul nopții. Un canal TV proaspăt copt și un program dintr-o mass-media de opoziție care se opune oficialității statului sovietic a început să se transforme într-o nouă oficialitate, acum post-sovietică. La 30 decembrie 1991, programul „Vesti” a început să fie difuzat de trei ori pe zi, iar din 20 ianuarie 1992 de patru ori pe zi. În 1993, canalul și-a schimbat logo-ul de 2 ori.
În februarie 1992, utilizând frecvențele RTR din Ucraina, a fost lansat canalul UT-2 (acum 1 +1).
În timpul crizei politice din 1993, RTR a difuzat interviuri din diferite părți ale spectrului, de la politicieni la oameni obișnuiți. În timpul luptelor de la Casa Albă, directorul canalului a încălcat ordinul de a realiza transmisia în direct a bombardamentul pentru a evita izbucnirea unui război civil. După ce poliția i-a împins înapoi pe orășeni, „RTR” a lansat o emisiune „CNN”. La acea vreme a fost bombardată clădirea, care găzduia studioul „Vesti”. Printr-o gaură în clădire produsă de un lansator de grenade, bărbați înarmați au pătruns în studiouri și au început să bombardeze clădirea și a izbucnit un incendiu.

Sigla RTR în 1992-1993

Directorul programului „Vesti” Irina Vinogradova a reușit să salveze filmările. Directorul tehnic Stanislav Bunevici a reușit să transfere conducerea emisiunii de televiziune a țării în clădirea Companiei de radio și televiziune de stat din Rusia de la Iamskoie. Difuzarea canalului a fost restabilită, RTR a fost singurul post de televiziune din Moscova care a rămas în emisiune și a arătat evenimentele care au avut loc. Difuzarea a avut loc dintr-o garsonieră echipată în grabă la parter, cu luminile stinse. Ulterior, în clădirea opusă au fost găsite cuiburi de lunetiști. Pentru acoperirea evenimentelor din 1993, prim-viceprim-ministrul Rusiei, Vladimir Șumeiko, a oferit programului Vesti un ceas de șemineu.
Prezentând evenimente importante, „Vesti” a ajuns cel mai influent program de pe RTR. În același an, Iuri Rostov, Vladislav Fliarkovski și Aleksandr Gurnov au început să lucreze ca reporteri pe teren ai canalului, sub conducerea de atunci a programului de știri al lui Alexander Nehoroșev.
Din 1994, programul a început să prezinte o rubrică de comentarii, Подробности (Detalii), care l-a făcut pe Nikolai Svanidze⁠(d) un comentator politic de frunte de știri. În octombrie 1995, programul RTR împreună cu ORT⁠(d) s-a numit „Ivanov, Petrov, Sidorov”.
În 1996, Oleg Poptsov, Anatoli Lisenko, Alexander Podgorbunski și Alexander Nehoroșhev au fost eliberați din posturi, iar programul de comentarii Detalii a fost retras. Eduard Sagalaiev a fost numit ca noul președinte al Companiei de radio și televiziune de stat din toată Rusia. După înființarea în 1994 a Agenției de reglementare a reclamelor, VGTRK a început să achiziționeze filme și seriale de televiziune străine ca parte a pachetelor. Ca parte a continuării cooperării cu compania Walt Disney în iunie 1995, filme importante pentru publicul adult au fost achiziționate de la studiourile de film Touchstone Pictures și Hollywood Pictures⁠(d) (unul dintre ele a fost Cine vrea pielea lui Roger Rabbit).
În 1997, președintele Companiei de radio și televiziune de stat din întreaga Rusie a fost Nikolai Svanidze. Emisiunile „VIP” și „Otkrytîie novosti” au fost închise, a fost demisă Svetlana Sorokina de la conducerea emisiunii „Vesti”. În noiembrie 1997, „RTR” s-a transformat în „RTR-1” și și-a schimbat sigla. Motivul schimbării numelui - crearea unui nou canal TV „RTR-2” (acum Россия-Культура, „Rusia-Cultural”).
Din 8 mai 1998, companiile regionale de televiziune și radio au devenit parte a Companiei de radio și televiziune de stat din toată Rusia. De atunci, „RTR” difuzează în 54 de limbi ale popoarelor Rusiei, astfel RTR a devenit cel mai mare grup media din Europa.
La 21 mai 1998, Nikolai Svanidze a fost demis din funcția de președinte al Companiei de radio și televiziune de stat din Rusia „în legătură cu transferul la un alt loc de muncă”. Svanidze și-a explicat demisia prin dorința de a lucra ca jurnalist, nu ca administrator. Potrivit presei, motivul demisiei a fost un dezacord cu actualul președinte al guvernului rus, Serghei Kirienko.
Din septembrie 1998, apare blocul matinal al programului Bună dimineața, Rusia! (Утро России). Cunoscutul regizor de film Ivan Dykhovichny devine directorul principal al canalului, acesta îi aduce la RTR pe compozitorul Anton Batagov și pe designerii Andrey Shelyutto și Elena Kitaeva, care au părăsit anterior studioul NTV-Design. Au dezvoltat un nou design grafic și o siglă nouă. În acest timp, au apărut multe seriale de televiziune din America Latină și multe programe TV noi.
În 1999, „Vesti” a început să fie difuzată de la orele 13:00, 17:00, 19:00, 21:00, 23:00.
Până în 1999, canalul național a fost afectat de probleme de difuzare rezultate din dependența sa de afiliații locale de stat (GTRK) pentru retransmiterea semnalului său. Aceste afiliații nu aveau niciun stimulent să difuzeze în mod constant doar programe federale pe frecvențele lor locale și adesea difuzau programele pe care le-au produs singuri sau le-au achiziționat din alte surse, împiedicând astfel capacitatea canalului național de a-și controla propriul program de programare la nivel regional. Primul pas care a condus la soluționarea acestei probleme a fost crearea holdingului de stat VGTRK, care a unit 89 de studiouri regionale deținute de stat sub egida Canalului 2 din Moscova. 
La 1 septembrie 2002, canalul TV a fost numit Rossia-1 (Россия-1). După cum a scris revista Color TV, noul nume (canal TV Россия-1) sună mai semnificativ decât abrevierea RTR.
Din 17 martie 2003, canalul a început să difuzeze non-stop.
În februarie 2004, guvernul rus a emis o rezoluție privind reorganizarea VGTRK prin afilierea unor filiale, inclusiv a companiilor regionale GTRK. Până la sfârșitul anului 2004, amploarea reorganizării a devenit evidentă. Programele de știri locale au fost organizate pe principiile rețelei și companiile locale s-au transformat în „retransmițători” a conținutului produs la Moscova: conducerea VGTRK a decis să reducă toate tipurile de difuzare în regiuni, cu excepția știrilor. Această decizie a determinat o reducere inevitabilă a volumului de emisie GTRK de la 900 - 1.200 la 590 de ore, închiderea unor subdiviziuni și departamente întregi și concedierea a sute de angajați în fiecare dintre cele 89 de companii.
La 24 iunie 2009, canalul a fost inclus în primul multiplex de televiziune digitală din Rusia, conform Decretului președintelui Federației Ruse din 24 iunie 2009 nr. 715.
La 12 decembrie 2012, Compania de radio și televiziune de stat din toată Rusia a lansat o transmisie de probă a canalului Rossiya HD TV în format HD de înaltă definiție pe platforma Continent TV.
La 16 ianuarie 2017, postul de televiziune Rusia-1 a trecut la difuzarea în format 16:9.

## Audiențe
Potrivit Mediascope, în 2020, Rusia-1 a fost cel mai popular canal TV din Rusia, cu o audiență medie zilnică de 1.338.000, depășind audiența celui mai apropiat rival Pervîi Kanal cu aproape 9%.

## Critici
La 23 mai 2015, Rusia-1 a difuzat Pactul de la Varșovia: Pagini declasificate, un film documentar care justifica invazia Cehoslovaciei din 1968 ca o protecție împotriva unei lovituri din partea NATO. Ministerul Afacerilor Externe al Slovaciei a declarat că filmul „încearcă să rescrie istoria și să falsifice adevăruri istorice despre un capitol atât de întunecat al istoriei noastre”. Ministrul ceh de externe Lubomír Zaorálek⁠(d) a spus că documentarul „denaturează grav” faptele.
Canalul Russia-1, la fel ca multe alte canale de televiziune deținute de stat, a fost criticat pentru puternica sa părtinire pro-guvernamentală și propagandă. În 2017, Dmitri Skorobutov, un editorialist vechi al canalului, a publicat un ghid actualizat periodic pentru jurnaliști, care conține o listă de subiecte, a căror prezentare este interzisă pe Rusia-1. A inclus subiecte precum proteste antiguvernamentale, doborârea Zborului 17 al Malaysia Airlines în Donbas, politiciana din Ucraina Nadia Savcenko, tătarii din Crimeea și chiar aniversarea reginei Elisabeta a II-a.
În iunie 2017, cercetătorii Consiliului Atlantic au publicat o analiză detaliată a unei știri false propagate de Rusia-1, despre un avion de război rus care are un sistem de război electronic atât de puternic încât a fost capabil să dezactiveze complet sistemele de apărare ale distrugătoarelor marinei americane. Povestea originală a fost urmărită până la o piesă satirică scrisă de un autor rus Dmitri Sedov, sub forma unei scrisori panicate de la un marinar al marinei americane către soția sa. Povestea a fost apoi preluată de Rusia-1 ca descriere a unui incident real și difuzată cu un videoclip inventat care demonstrează avantajele armelor rusești. În ciuda faptului că producătorul rus de arme a negat raportul și l-a numit „un fals”, presa rusă a continuat să repete povestea, adăugând alte detalii inventate, cum ar fi declarația falsă a unui fost comandant al Forțelor Aeriene ale Statelor Unite în Europa.
La 8 mai 2022, Oficiul pentru Controlul Activelor Străine al Departamentului Trezoreriei Statelor Unite ale Americii a aplicat sancțiuni împotriva canalului Rusia-1 în conformitate cu Ordinul executiv 14024 pentru că a fost deținut sau controlat de, sau pentru că a acționat sau a pretins să acționeze pentru sau în numele, direct sau indirect, al Guvernului Rusiei.
Programul de știri al canalului a fost remarcat pentru frecvența cu care prezentatorii săi propun atacuri nucleare rusești asupra țărilor occidentale, inclusiv asupra Regatului Unit și Statelor Unite ale Americii.

## Sigle ale canalului

Septembrie-decembrie 1991
Ianuarie 1992 până în octombrie 1993
Noiembrie 1993 până în septembrie 1998
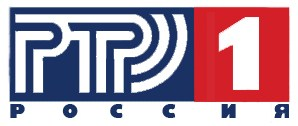
Noiembrie 1997 până în septembrie 1998 (nu a fost folosit în emisie)
Septembrie 1998 până în septembrie 2001
Septembrie 2001 până în august 2002
Septembrie 2002 până în decembrie 2008
Decembrie 2008 până în decembrie 2009
Ianuarie 2010 până în martie 2012
Martie până în septembrie 2012
Din octombrie 2012 - prezent
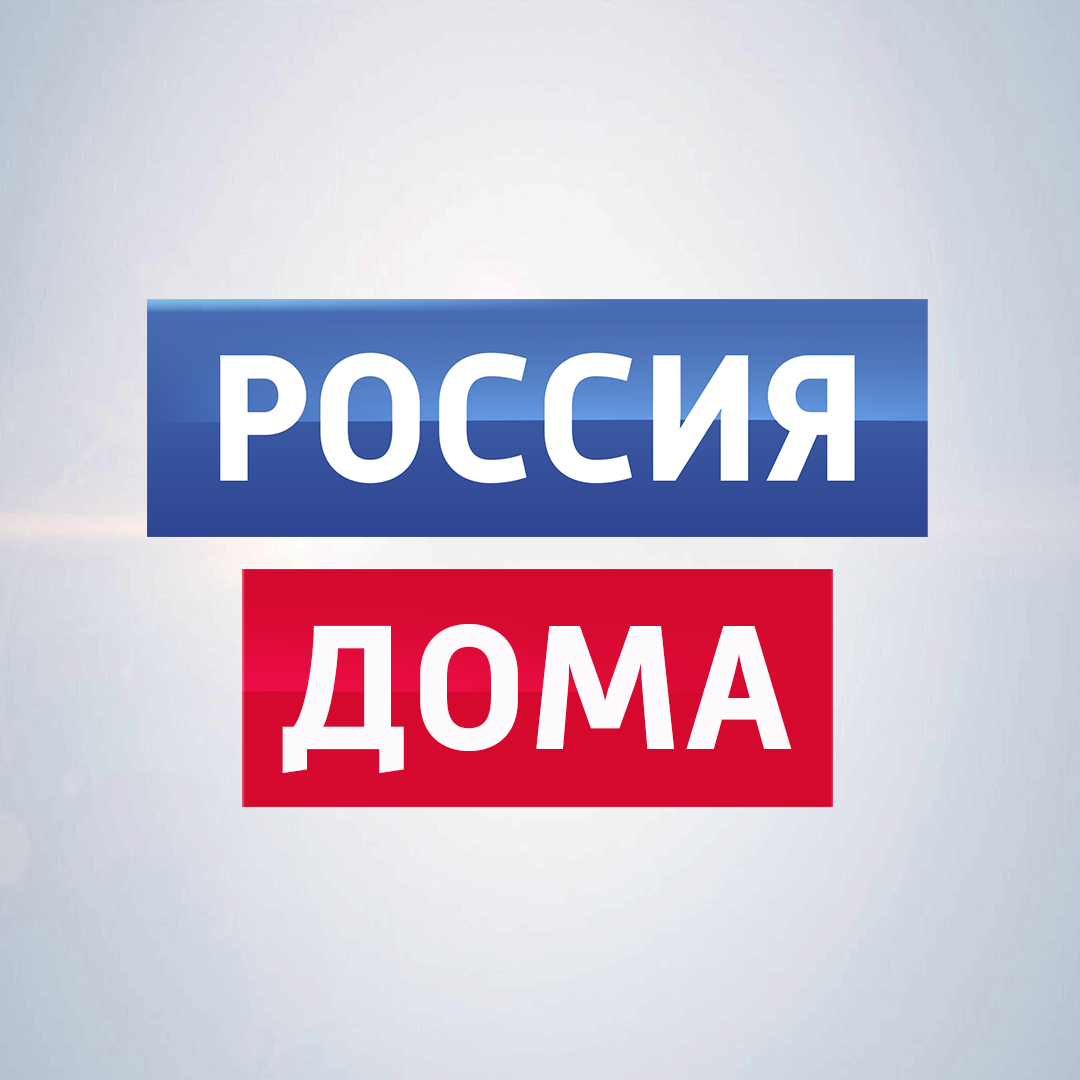
Sigla canalului în timpul pandemiei de COVID-19 în Rusia.